# Arnóia
Arnóia ist eine Gemeinde im Norden Portugals.

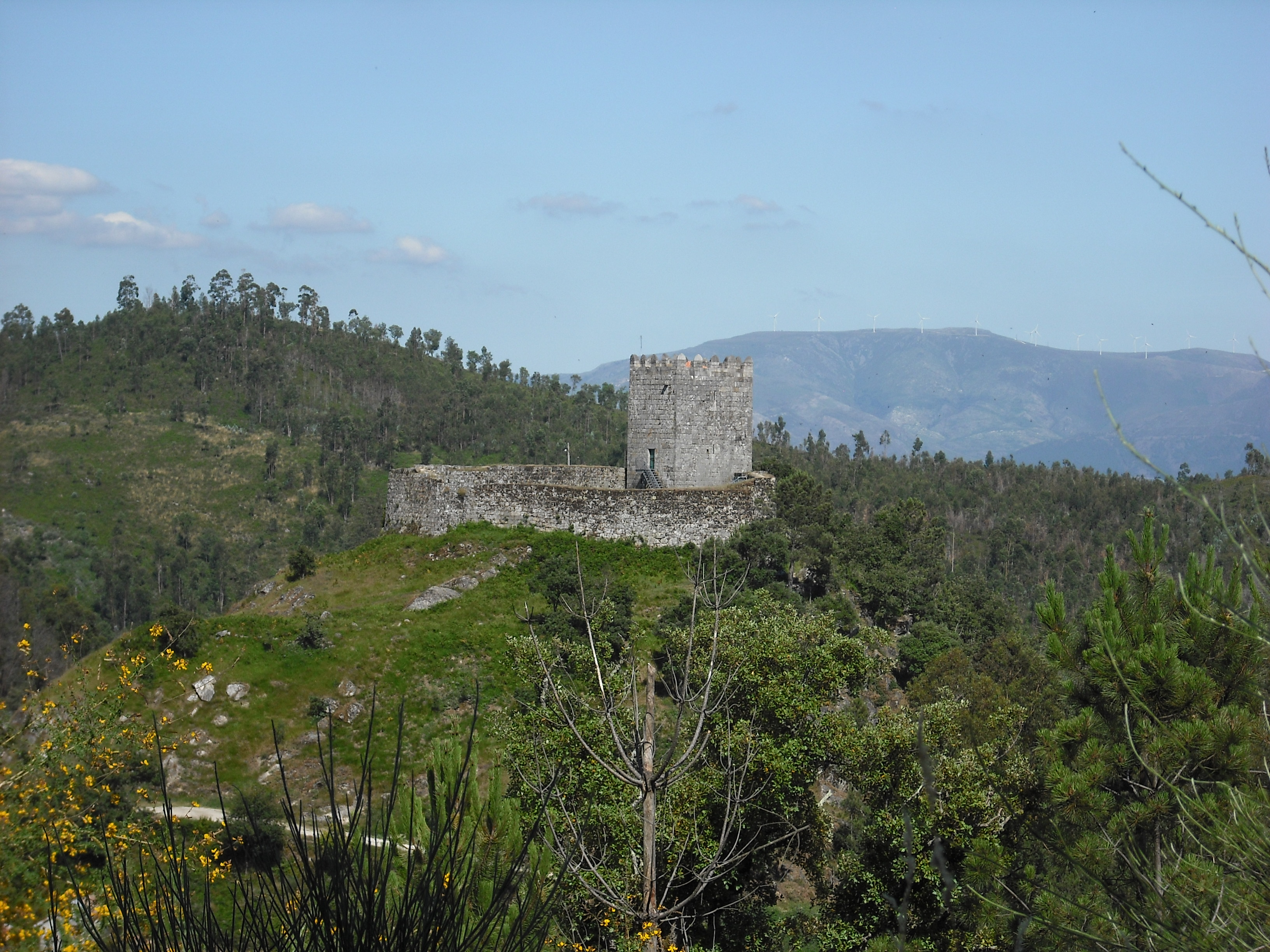
Burg von
Arnóia

 Arnóia gehört zum Kreis Celorico de Basto im Distrikt Braga, besitzt eine Fläche von 18,7 km² und hat 1512 Einwohner (Stand 19. April 2021).

## Bauwerke (Auswahl)
- Castelo de Arnóia